# Lapparentosaurus
Lapparentosaurus is een geslacht van uitgestorven plantenetende sauropode dinosauriërs, behorend tot de Macronaria, dat tijdens het Midden-Jura leefde in het gebied van het huidige Madagaskar. De enige bekende soort is Lapparentosaurus madagascariensis.

## Naamgeving en vondsten
In 1895 benoemde Richard Lydekker een nieuwe soort van het geslacht Bothriospondylus: B. madagascariensis, gebaseerd op fossielen uit Madagaskar, waarnaar ook de soortaanduiding verwijst. Omdat er geen enkel aantoonbaar verband is met Bothriospondylus suffosus, benoemde José Fernando Bonaparte in 1986 een eigen geslacht Lapparentosaurus. De geslachtsnaam eert de Franse paleontoloog Albert-Félix de Lapparent.
Het holotype MAA 91-92 bestaat uit twee wervelbogen. Het totale materiaal bestaat uit drie of vier gedeeltelijke skeletten van juveniele dieren, vóór 1894 door J.T. Last bij Antsohihy gevonden in de Isalo III-formatie daterend uit het Bathonien. Een schedel ontbreekt.
Een later gevonden vrijwel compleet skelet van een volwassen dier dat eerst aan Bothriospondylus madagascariensis werd toegeschreven, bleek later van een niet-verwant taxon te zijn dat nog geen eigen naam heeft gekregen en voorlopig als ?Bothriospondylus madagascariensis wordt aangeduid.

## Beschrijving
De resten van Lapparentosaurus zijn nog niet uitgebreid beschreven en Bonaparte gaf een diagnose: 'tamelijk vlakke doornuitsteeksels zonder uiteenlopende laminae', die slechts verwijst naar niet-diagnostische plesiomorfieën, dus naar eigenschappen die oorspronkelijk zijn voor de Sauropoda. Een analyse van de botstructuur wees op een zeer snelle groei, maar het resultaat wordt wellicht onbetrouwbaar gemaakt door de verwarring tussen de twee taxa. Wat opvalt aan de vierpotige Lapparentosaurus zijn de iets langere voorpoten. De wervels, die laag en afgeplat zijn, bevatten veel holten die het lichaamsgewicht verminderden. Meestal droeg hij zijn nek horizontaal, maar zijn halswervels waren zo ontworpen dat hij ook boomtakken kon eten met zijn nek omhoog.

## Fylogenie
Lapparentosaurus werd oorspronkelijk door Bonaparte aan de Cetiosauridae toegewezen. Latere exacte kladistische analyses geven een positie basaal in de Macronaria of basaal in de Titanosauriformes. Voor een speciale verwantschap met de Brachiosauridae die soms verondersteld wordt, is geen ondersteunend bewijs gevonden.